# Терми на Каракала
Баните на Каракала (на италиански: Terme di Caracalla) са били обществени бани, или терми, построени в Рим между 212 и 216 година, по време на управлението на император Каракала. Останките от баните са известна туристическа забележителност.
Комплексът е бил 225 м дълъг, 185 м широк и с височина приблизително 38,5 м. Можел е да побере от 2000 до 3000 души. Състоял се е от фригидариум (студена стая), тепидариум (средно топла) и калдариум (гореща стая), както и две палестри (гимнастически салон за борба и бокс). Специален акведукт е бил построен, за да снабдява баните с вода, днес той е напълно разрушен.
Баните на Каракала са били по-скоро център за почивка, отколкото бани. Имали са и обществена библиотека. Като всички други обществени библиотеки в Рим, имало е две отделни и еднакви по размер помещения – за книги на гръцки и латински.
Сградата е била отоплявана от хипокауст – подземна система с въглища за затопляне на водата.
Баните са отворени за посещения. Достъпът е ограничен до отделни части за да се избегне увреждането на мозаечните подове, въпреки че уврежданията вече са очевидни.